# William G. Brownlow
William G. Brownlow (Wythe megye, 1805. augusztus 29. – Knoxville, 1877. április 29.) az Amerikai Egyesült Államok szenátora (Tennessee, 1869–1875).